# Sondeigs T1 i G1
Els sondatges T1 i G1 són jaciments arqueològics, que es troben a Vilanova de Sau (Osona), inclosos a l'Inventari del Patrimoni Arqueològic i Paleontològic de Catalunya.
Estan datats al Paleolític superior entre el 15.000 i 9.000 cal ANE. Es tracta d'un conjunt d'abrics situats entre els jaciments del Cingle Vermell i la Roca del Migdia, formant part del conjunt arqueològic del Cingle Vermell.

## Descobriment i història de les intervencions arqueològiques
El conjunt d'abrics situats al peu del Cingle Vermell es troben força destruïts per l'erosió. En el moment de l'excavació, únicament hi havia unes petites bancades de sediment adossades al fons de l'abric. El sediment estava format per arenes en descomposició provinents de les parets del cingle i per l'acció eòlica.

## Troballes arqueològiques
De l'abric T-1, se n'extragueren diverses restes òssies de mamífers, d'entre les que sobresortia el conill, així com restes de micromamífers, aus i cargols. En indústria lítica s'han trobat esclats calcaris, tres de sílex i un fragment del mateix material.
A l'abric G-1 aparegueren restes de mamífers, sobretot conill i cabra. Algunes de les restes estaven cremades. Pel que fa a la indústria lítica, van aparèixer 4 ascles de calcària i 8 ascles de sílex, dues de les quals estaven retocades. Segons J. Estévez, els jaciment estan pràcticament destruïts.